# محسن خنفر
الشيخ محسن بن خنفر العفكي الباهلي النجفي (ت. 1270 هـ) هو رجل دين وفقيه ومرجع شيعي عراقي نجفي كان من تلامذة جعفر كاشف الغطاء وابنه موسى؛ ولم تتسنى له الظروف أن تكون له مرجعية عامة حتّى تُوفيّ محمد حسن النجفي، فتوّلى المرجعية ولم تستمر طويلاً حيث عاجلته الوفاة سنة 1270 هـ. ومن تلامذته: أبو القاسم الخوانساري، وأبو تراب الخوانساري، ومحمد طه نجف، والأخوين محمد وعلي الهندي. وقد وثّقه من ترجم له؛ كعلي البروجردي،(1) ومهدي الأصفهاني الكاظمي.(2)

## مؤلفاته
له عدد من المؤلفات؛ ذكر عمر كحالة في معجم المؤلفين أنّه: ”لم يخرج منها شيء إلى المبيضة“. وقد كتب محمد بن هاشم بن مير شجاعت علي الهندي تقريرات بحث أستاذه محسن خنفر، وسمّاه باسم التحريرات. ومن مؤلّفات محسن خنفر:
- مقاصد النجاة. هذا الكتاب هو رسالة عملية باللغة الفارسية؛ ذكر هذا الكتاب آغا بزرگ الطهراني في الذريعة ويقول في وصفه: ”رسالة فارسية عمليّة في الطهارة والصلاة إلى آخر المسافر، مرتباً على مقاصد“.[6]

## وفاته
توفي في النجف سنة 1247 هـ متأثراً بداء الطاعون كما ذُكر في أحسن الوديعة، إلا أن محسن الأمين ذكر في أعيان الشيعة أن وفاة خنفر كانت في التاسع والعشرين من ربيع الأول 1270 هـ، وعنه نقل عمر كحالة في معجم المؤلفين.

## الهوامش
- 1 - ترجم له البروجردي في كتابه طرائف المقال في معرفة طبقات الرجال ووصفه بأنّه: ”عالمٌ جليل كان ساكناً في أرض الغري. أعجوبة الزمان كثير الحفظ، ورعاً تقياً، مشغولاً بالتدريس والتأليف والزيارة“.[7]

- 2 - أثنى عليه محمد مهدي الموسوي الأصفهاني الكاظمي في ترجمته له بكتابه أحسن الوديعة حيث قال: ”البدر الأزهر مولانا الشيخ محسن خنفر. كان رحمه الله من أجلّة العلماء المحققين وأعاظم الفقهاء المجتهدين“.[8]